# Piraí do Sul
Piraí do Sul là một đô thị thuộc bang Paraná, Brasil. Đô thị này có diện tích 1403,067 km², dân số năm 2007 là 24139 người, mật độ 16,6 người/km².